# Bolesław Bochwic
Bolesław Bochwic (ur. 1907 w Kobryniu na Podlasiu, zm. 1995) – polski chemik-organik, profesor Politechniki Łódzkiej.
W 1933 ukończył studia na Uniwersytecie Stefana Batorego w Wilnie, gdzie w latach 1928–1933 pracował również jako asystent w Katedrze Chemii Organicznej. W 1936 roku uzyskał stopień doktora na Uniwersytecie Paryskim (Doctorat és Sciences Physiques). Po powrocie z Paryża do wybuchu II wojny światowej był zatrudniony na stanowisku starszego asystenta w Katedrze Farmakologii Eksperymentalnej Uniwersytetu Warszawskiego. W lipcu 1945 rozpoczął pracę w Politechnice Łódzkiej w Katedrze Chemii Organicznej, zajmując się organizacją zajęć dydaktycznych i prac naukowych, gdzie pracował nieprzerwanie aż do przejścia na emeryturę.
W latach 1948–1950 był kierownikiem Zakładu Chemii Ogólnej i Technicznej Wyższej Szkoły Gospodarstwa Wiejskiego w Łodzi, a w latach 1953–1970 zajmował stanowisko kierownika w Katedrze Chemii Organicznej Politechniki Łódzkiej. Zajmował się badaniami z dziedziny chemii związków fosforoorganicznych, alicyklicznych i terpenów. Dorobek naukowy obejmuje 30 oryginalnych publikacji. Wypromował sześciu doktorów.
W latach 1966–1967 pełnił funkcję przewodniczącego Oddziału Łódzkiego Polskiego Towarzystwa Chemicznego.
Bolesław Bochwic był zaprzyjaźniony z wieloma postaciami polskiego życia literackiego, m.in. z Czesławem Miłoszem, jego przyjacielem z okresu przedwojennego, a także z Jarosławem Iwaszkiewiczem, Jerzym Andrzejewskim i Zbigniewem Herbertem.